# Кузнецов, Антон Георгиевич
Антон Георгиевич Кузнецов (19 января 1919 — 16 января 1974) — советский живописец, заслуженный художник БАССР.

## Биография
Кузнецов Антон Георгиевич родился в 1919 году Мелеузе в интеллигентной купеческой семье. В Мелеузе семья жила на ул. Смоленская. Его дед, Зимин Панкрат, крупный лесопромышленник, владелец пароходов и особняков (старое здание главпочтамта в г. Мелеузе), был арестован в 1918 г. и сослан с женой в Сибирь. Старшая дочь Зимина, Анна Панкратьевна, осталась одна с пятью братьями и сестрами. Младшему, Тимофею, был 1 год. Будучи образованным человеком (Анна Панкратьевна окончила гимназию до революции), чтобы сохранить жизнь детей, она вышла замуж за шорника Егора Кузнецова, человека намного старше себя, который впоследствии стал настоящим отцом для её малолетних сестер и братьев и её собственных четверых сыновей — Павла, Антона, Евгения и Филимона. Занимаясь изготовлением сбруй для лошадей, отец и детей привлекал к труду с ранних лет, развивал в детях любовь к творчеству, любил работать по дереву -вырезал поразительно точные фигурки людей и животных.
В Мелеузе Антон окончил школу. Он уже с детства интересовался живописью — рисовал иконы, людей, природу. Постепенно его увлечение стало дополнительным источником дохода для большой семьи.
В 1939 году К. А. Г. был призван на срочную службу на Дальний Восток, принимал участие в боевых действиях на Халхин-Голе на территории Монголии неподалёку от границы с Маньчжурией (см. раздел «Старые фотографии») в составе 57-го особого стрелкового корпуса. Во время ВОВ его дядя Иван и брат Павел воевали, а дядя Тимофей партизанил в Белоруссии (после войны Тимофей работал в правительственной охране). Брат не вернулся с войны.
В голодные послевоенные годы К. А. Г. приходилось рисовать лебедей и русалок на ковриках, которые мать продавала, чтобы прокормить большую семью. Повзрослевшие дети этой большой семьи разъехались по всему Союзу — и сейчас их потомки живут в гг. Киеве, Минске, Риге, Северодонецке, Мелеузе, Салавате, Бирске, Нижнем Новгороде, Москве, Норильске, Надыме.
В общей сложности Антон Георгиевич прослужил в Красной Армии 8 лет. После окончания войны в 1947 году в г. Мелеузе он познакомился с Ираидой Федоровной Титковой, которая окончила Уфимский мединститут и уже год проработала стоматологом в п. Красноусольский. Её дед, поляк Титковский, попал в Россию в 19 веке. После революции он изменил фамилию на Титков по понятным соображениям, что в будущем не стало препятствием для карьерного роста его сына, отца И. Ф. Титков работал в партийной номенклатуре на руководящих должностях: до войны был директором Красноусольского стекольного завода, потом Мелеузовского мелькомбината. Благодаря этому И. Ф. смогла получить высшее образование. Молодая семья начинала свою семейную жизнь в г. Оренбурге, где прожила с 1947 по 1953 г. Там родились старшие дети Людмила и Олег.
В 1953 году Антон Георгиевич с семьей переехал жить в Салават. Молодому городу нужны были специалисты и семья врача и художника сразу получила благоустроенную квартиру, сначала по ул. Горького, потом 2 к. кв ул. Гафури, позднее 4 к. кв. по ул. Калинина.
Антон Георгиевич принимал самое активное участие в оформлении быстро строящихся многоэтажек тогда ещё совсем юного города Салавата. Это мозаичные полотна, украсившие торцы домов по ул. Октябрьской, большие художественные полотна «Встреча Салавата Юлаева и Пугачева» (выставлялась на выставках в ДК Нефтехимик), копия картины художника Бориса Иогансона «Выступление В. И. Ленина на III съезде комсомола» (в фойе кинотеатра «Комсомолец»), картины природы Башкирии. Большая часть картин К. А. Г. находятся в частных коллекциях.
Рисовал К. А. Г. в основном маслом. В картинах «За городом», «Зиргантау» — окрестности города Салавата. С поразительной чуткостью переданы в этом полотне ощущение весенней умиротворенной тишины, мягкое сияние солнечного света, отдаленные склоны Южного Урала. Все наполнено драгоценным чувством целостности и красоты бытия. Работая в художественных мастерских Салавата, он участвовал в многочисленных художественных выставках, много ездил по стране (Крым, Украина, Белоруссия, Прибалтика).
К. А. Г. любил активный отдых на природе, занимался водным туризмом, много раз сплавлялся с друзьями на плотах по верховьям реки Белая (Агидель), при этом он никогда не расставался с этюдником. Самая его большая, размерами 2,5×5 м, работа «Выступление В. И. Ленина…» долгое время висела в центральном фойе кинотеатра «Комсомолец» города Салавата.
Скончался К. А. Г. в 1974 году в возрасте 55 лет. Похоронен на старом кладбище г. Салавата на ул. Чапаева.

## Творческое наследие

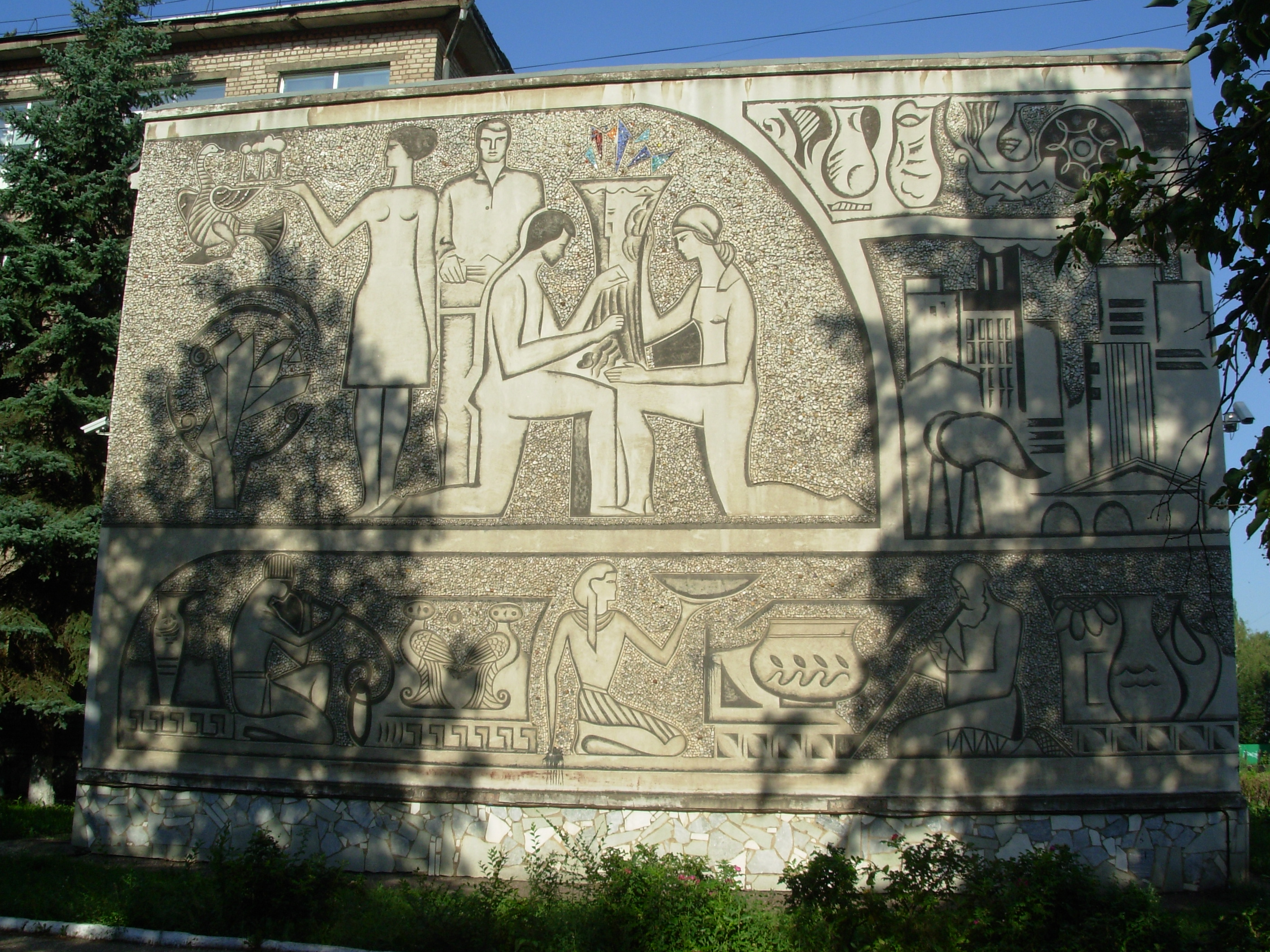
Мозаика Кузнецова на стенах домов в Салавате

Картины природы родного края. Часть картин Кузнецов А. Г. рисовал по заказам местных жителей.
Кисти художника принадлежат картины природы, родного 11 квартала города Салавата, детей.
В природе Башкирии К. А. Г. впервые нашел те мотивы и сюжеты, которые впоследствии увековечили его имя. В лирических образах родной природы он убедительно и полноценно выразил достижения русской пейзажной живописи.
Уникальны мозаичные панно из уральского камня и настенные росписи в технике сграффито на боковых стенах 5-этажных домов Салавата. Мозаичные полотна К. А. Г. принадлежат к Советской монументальной живописи с идеологической основой и Башкирским национальным колоритом.
Помимо живописи он занимался художественной фотографией, рекламно-выставочной деятельностью в Салавате, принимал участие в создании Обелиска боевой и трудовой славы на площади Космонавтов в Салавате.
Его друзьями были художники Орлов, Каманин Александр Степанович (1910—1994), М. Карташев, Домашников, Борис Фёдорович.

## Семья
- Жена: Кузнецова Ираида Федоровна, врач — стоматолог, 42 года проработала в Салаватской городской стоматологической поликлинике[3].
- Дети: Олег, Людмила, Маргарита, учились в школах г. Салавата. Ныне работают: сын Олег — инженерно-технический работник на ОАО СНМ, дочь Людмила — заместитель директора крупной торговой фирмы «Модерн». Маргарита, будучи творческой и артистической натурой, нашла себя в работе с детьми в Норильском детском доме творчества, где она проработала много лет.
- Внуки: Валерия, старшая внучка, работает юристом. Ирина окончила художественную академию. В настоящее время работает дизайнером в крупной компании — занимается оформлением современных и исторических зданий в Москве. Михаил после окончания университета работает в крупнейшей нефтехимической компании России. Таисия, Анастасия и Илья живут и работают в городах Сибири. Младший внук Виктор учится в НИУ «Высшая Школа Экономики» (СПб)
- Правнуки: Две Насти, Миша и Иван.